# Selaginella porelloides
Selaginella porelloides är en mosslummerväxtart som först beskrevs av Jean-Baptiste de Lamarck, och fick sitt nu gällande namn av Antoine Frédéric Spring. Selaginella porelloides ingår i släktet mosslumrar, och familjen mosslummerväxter. Inga underarter finns listade i Catalogue of Life.